# Charles Boulart
Pour les articles homonymes, voir Boulart.
François-Marie-Charles-Eucher Boulart, né le 16 novembre 1828 à Linxe et mort le 5 janvier 1891 au domaine de Monplaisir (Linxe)), est un industriel et homme politique français.

## Biographie
Fils d'Émile Barthélemy Boulart, maire de Linxe, et d'Elisabeth Dubourg, il est docteur en droit à la Faculté de Paris le 23 juillet 1852 et s'inscrit comme avocat au barreau. Il épouse Marthe Darricau, fille de Charles Darricau, intendant général, conseiller d'État, et de Laura Baour, petite-fille du général-baron Augustin Darricau.
Grand propriétaire forestier (propriétaire de plus de treize mille hectares de pins) et industriel, maître de forges à Saint-Paul-lès-Dax (forges d'Abesse) et à Castets (forge de Castets) en s'associant à un oncle. Les quatre établissements (bourg de Castets, La Palue au sud de Castets, Ardy et Abesse à Saint-Paul-lès-Dax) emploient près de 1 000 personnes, et la production est très variée, alliant du fer de tous calibres à des pièces de fonte pour l'industrie, le jardinage, la cuisine, la décoration.
Charles Boulart reste maître de forges jusqu'à son décès en 1891. Sa veuve et son fils Daniel lui succèdent. Mais la création des Forges de l'Adour à Tarnos et Boucau en 1881 exerce une concurrence trop forte et porte un coup fatal aux forges landaises. Ardy ferme ainsi en 1890, Castets en 1906. La Palue et Abesse fonctionnent au ralenti, avec une reprise pendant la Première Guerre mondiale. La Palue ferme en 1920 et Abesse est vendue en 1923 à la Société Anonyme des Travaux Métalliques avant de fermer en 1930.
Maire de Linxe pendant plus de 30 ans et conseiller général des Landes pour le canton de Castets, il fut élu, le 20 février 1876, grâce à « l'union conservatrice », député de la 2e circonscription de Dax. 
Il fit partie du groupe de l'Appel au peuple, vota avec la minorité de la Chambre, et, après l'acte du Seize-Mai, fut un des 158 députés qui soutinrent de leur vote la politique du cabinet Broglie-Fourtou. 
Il fut réélu, le 14 octobre 1877, et reprit sa place à droite, parmi les impérialistes. Battu en 1881 il refusa par la suite d'être candidat.
Il fait construire vers 1880 le château de Bellefontaine en plein centre de Biarritz, aujourd'hui dénommé le "château Boulart" ou la "folie Boulart", sur une dizaine d'hectares qu'il avait acquis.

## Sources
1. 1 2  Forges de Castets, Pierre Laforie et Michel Lamolie, exposition à la chapelle à la mer, Mimizan, juillet 2016

- « Charles Boulart », dans Adolphe Robert et Gaston Cougny, Dictionnaire des parlementaires français, Edgar Bourloton, 1889-1891 [détail de l’édition]
- Archives de la famille Boulart